# Liste der Kulturdenkmale in Wittnau (Breisgau)

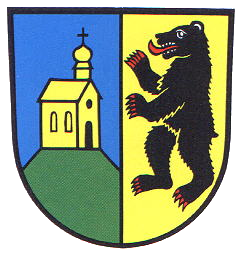

In der Liste der Kulturdenkmale in Wittnau sind Bau- und Kunstdenkmale der Gemeinde Wittnau verzeichnet, die im „Verzeichnis der unbeweglichen Bau- und Kunstdenkmale und der zu prüfenden Objekte“ des Landesamts für Denkmalpflege Baden-Württemberg verzeichnet sind. Dieses Verzeichnis ist nicht öffentlich und kann nur bei „berechtigtem Interesse“ eingesehen werden. Die folgende Liste ist daher nicht vollständig.

## Allgemein
- Bild: Zeigt ein ausgewähltes Bild aus Commons, „Weitere Bilder“ verweist auf die Bilder im Medienarchiv Wikimedia Commons.
- Bezeichnung: Nennt den Namen, die Bezeichnung oder die Art des Kulturdenkmals.
- Lage: Straßenname und Hausnummer oder Flurstücknummer des Kulturdenkmals, gegebenenfalls auch den Ortsteil. Die Grundsortierung der Liste erfolgt nach dieser Adresse. Der Link (Karte) führt zu verschiedenen Kartendiensten mit der Position des Kulturdenkmals. Fehlt dieser Link, wurden die Koordinaten noch nicht eingetragen. Sind diese bekannt, können sie über ein Tool mit einer Kartenansicht einfach nachgetragen werden. In dieser Kartenansicht sind Kulturdenkmale ohne Koordinaten mit einem roten bzw. orangen Marker dargestellt und können durch Verschieben auf die richtige Position in der Karte mit Koordinaten versehen werden. Kulturdenkmale ohne Bild sind an einem blauen bzw. roten Marker erkennbar.
- Datierung: Baubeginn, Fertigstellung, Datum der Erstnennung oder grobe zeitliche Einordnung entsprechend des Eintrags in der zuständigen Denkmaldatenbank (Landesamt für Denkmalpflege Baden-Württemberg).
- Beschreibung: Kurzcharakteristik des Kulturdenkmals.

## Kulturdenkmale der Gemeinde Wittnau
| Bild           | Bezeichnung       | Lage                     | Datierung | Beschreibung | ID |
| -------------- | ----------------- | ------------------------ | --------- | --- | -- |
|                | Spritzenhaus      | Hexentalstraße 9 (Karte) | um 1850   | Spritzenhaus mit Satteldach und dachreiterartigem Aufsatz zum Trocknen der Schläuche, um die Mitte des 19. Jahrhunderts. Der verputzte, wohl aus Bruchsteinmauerwerk gefertigte Bau ist durch ein Tor (urspr. rundbogig) an der Giebelseite zugänglich. | BW |
| Weitere Bilder | Mariä Himmelfahrt | Kapuzinerbuck 2 (Karte)  | 1794-1795 | Kath. Pfarrkirche Mariä Himmelfahrt mit Kirchhof, Kirchhofmauer, Friedhofskreuz von 1821 und Epitaphien. Vorgelagerte Lindenbäume. Saalkirche mit dreiseitig geschlossenem Chor, Dachreiter, Sakristeianbau und historischer Ausstattung; erbaut 1794/95 nach Entwürfen des K.u.K. Baudirektors Kaspar Zengerle.                                                                            |    |
|                | Rathaus           | Kirchweg 2 (Karte)       | 1901      | Rathaus mit T-förmigen Grundriss. Historistische Tür- und Fensterformen, Akzentuierung der Fassadenecken durch Strebepfeiler und Eckquader; abgewalmte Dächer; nach Türsturz erbaut 1901 |    |
|                | Sanatorium        | Stöckenhöfe 1 (Karte)    | 1907      | Sanatorium durch die Allgemeinen Ortskrankenkasse Freiburg als Erholungsheim 1907 gebaut. Zweigeschossiger Baukörper auf hohem Sockelgeschoss mit großzügigen Balkonen und abwechslungsreich gestalteter Dachform. Bezeichnend für die Zeit ist der Materialwechsel in der Fassadengestaltung mit Buckelquadern am Sockel, an den oberen Geschossen glatte Putzflächen und Verschindelungen |    |